# Caroline xứ Monaco
Caroline của Monaco (tên khai sinh: Caroline Louise Marguerite Grimaldi; sinh ngày 1 tháng 3 năm 1957) là con cả của Thân vương Monaco Rainier III và Vương phi Grace Kelly. Bà là chị gái của đương kim Thân vương Monaco Albert II. Bà là người thừa kế ngai vàng của Monaco từ năm 2005 cho đến khi hai đứa con sinh đôi của Albert ra đời.
Bà là vợ của tông chủ nhà Hannover, Vương thân Ernst August của Hannover. Ông là một hậu duệ quý tộc thuộc dòng nam của Vua George III của Anh.

## Cuộc sống hôn nhân

### Cuộc hôn nhân thứ nhất
Chồng đầu tiên của Thân vương nữ Caroline là Philippe Junot, nhân viên ngân hàng ở Paris. Họ làm đám cưới ở México ngày 28 tháng 6 năm 1978. Cặp đôi ly hôn năm 1980, không có con.

### Cuộc hôn nhân thứ hai
Chồng thứ hai của bà là Stefano Casiraghi (8/9/1960 - 3/10/1990). Bà có ba con từ cuộc hôn nhân này:
- Andrea Albert Pierre Casiraghi, sinh ngày 8 tháng 6 năm 1984
- Charlotte Marie Pomeline Casiraghi, sinh ngày 3 tháng 8 năm 1986
- Pierre Rainier Stefano Casiraghi, sinh ngày 5 tháng 9 năm 1987

### Cuộc hôn nhân thứ ba
Chồng thứ ba và hiện tại của Caroline là Thân vương Ernst August von Hannover. Cặp đôi có một con từ cuộc hôn nhân này:
- Công chúa Alexandra của Hanover, sinh ngày 20 tháng 6 năm 1999[3]

## Tước vị và tước hiệu
- 23 tháng 1 năm 1957 - tháng 1 năm 1999: Her Serene Highness Thân vương nữ Caroline của Monaco.
- năm 1999 - nay: Vương phi của Hannover Điện hạ